# 롭 코드리
롭 코드리(Rob Corddry, 1971년 2월 4일 ~ )는 미국의 배우, 희극인이다. 어덜트 스윔 시트콤 《Childrens Hospital》(2008-16)에서 기획 및 주연을 맡았으며 이를 통해 프라임타임 에미상을 네 차례 수상하였다.

## 출연 작품

### 영화
- 올드 스쿨 (2003)
- Blackballed: The Bobby Dukes Story (2004)
- 처음 본 그녀에게 프로포즈하기 (2006, Wedding Daze)
- 성탄절 전야의 공항 대소동 (2006)
- 달콤한 백수와 사랑 만들기 (2006)
- 아더와 미니모이: 제1탄 비밀 원정대의 출정 (2006) - 목소리
- 더 텐 (2007)
- 하트브레이크 키드 (2007)
- 척 앤 래리 (2007)
- 블레이즈 오브 글로리 (2007)
- 라스베가스에서만 생길 수 있는 일 (2008)
- 더블유 (2008)
- 세미 프로 (2008)
- 해롤드와 쿠마 2: 관티나모로부터의 탈출 (2008)
- 로워 러닝 (2008, Lower Learning)
- 위닝 시즌 (2009, The Winning Season)
- 테이킹 챈스 (2009)
- 온천탕 타임머신 (2010)
  - 핫 텁 타임머신 2 (2015)
- 비밀작전 (2010, Operation: Endgame)
- 메가마인드 (2011) - 목소리
- 시더 래피드 (2011)
- 버터 러버 (2011)
- 세상의 끝까지 21일 (2012)
- 헬베이비 (2013)
- 슈퍼노바 지구 탈출기 (2013) - 목소리
- 웜 바디스 (2013)
- 인 어 월드... (2013, In a World...)
- 페인 앤 게인 (2013)
- 랩쳐-파루자 (2013, Rapture-Palooza)
- 더 웨이, 웨이 백 (2013)
- 머펫 모스트 원티드 (2014)
- 섹스 테이프 (2014)
- 오피스 크리스마스 파티 (2016)
- 라틴 러버가 되는 법 (2017)
- 사일런트 레이크 (2017, Shimmer Lake)
- 더 레이오버 (2017)
- 해피 디 데이 (2018, Dog Days)
- 에이티 포 브래디 (2023)

### 텔레비전
- Last Call with Carson Daly (2002)
- 더 데일리 쇼 (2002-2006) - 특파원
- 어레스티드 디벨롭먼트 (2006)
- Up Close with Carrie Keagan (2007)
- Childrens Hospital (2008-16)
- Spy (2013) - 파일럿 편
- 볼러스 (2015-19)